# Haspelschiedt
Haspelschiedt – miejscowość i gmina we Francji, w regionie Grand Est, w departamencie Mozela.
Według danych na rok 1990 gminę zamieszkiwały 253 osoby, a gęstość zaludnienia wynosiła 10 osób/km² (wśród 2335 gmin Lotaryngii Haspelschiedt plasuje się na 794. miejscu pod względem liczby ludności, natomiast pod względem powierzchni na miejscu 98.).

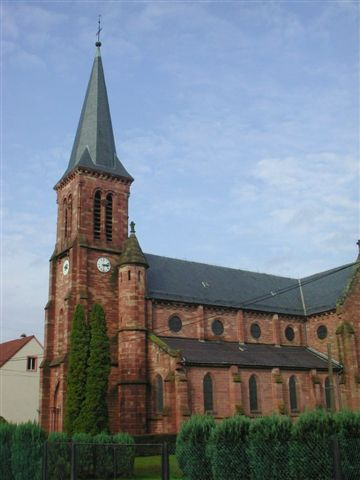